# 开放左翼
开放左翼（西班牙語：Izquierda Abierta，缩写为IzAb）是西班牙的一个左翼政党。该党于2012年2月6日在西班牙内政部注册成立。该党的意识形态是民主社会主义、共和主义、联邦主义、生态社会主义、和平主义。该党曾是联合左翼的成员。该党最重要的领导人是加斯帕尔·利亚马萨雷斯，他是联合左翼的前任总协调员，他于2011年退出西班牙共产党转而创建了该党。目前，该党已并入行动。